# Kazuhisa Inao
Pour les articles homonymes, voir Inao (homonymie).
Kazuhisa Inao (稲尾 和久, Inao Kazuhisa), né le 10 juin 1937 à Beppu, dans la préfecture d'Ōita, et décédé le 13 novembre 2007 à Fukuoka, est un lanceur japonais de baseball. En 1957, il remporte vingt victoires consécutives. Aux séries de 1958 (en), il lance pendant six parties, remportant quatre victoires consécutives. Il a même effectué un coup de circuit durant la cinquième partie. Il est sacré meilleur joueur de la ligue Pa en 1957 et en 1958. En 1961, il avait déjà cumulé 42 victoires. La phrase associée par les fans à Inao était « Dieu, Bouddha et Inao ». 
En 1964, il se blesse l'épaule, mais revient l'année suivante, principalement en tant que lanceur de relève. Ayant joué pour les Nishitetsu Lions depuis 1956, il prend sa retraite en 1969, avant de devenir manager de l'équipe de 1970 à 1974. En 1993, il est introduit au Temple de la renommée du baseball du Japon. Son équipe, devenue en 2007 les Saitama Seibu Lions, retire son gilet le numéro 24 en 2012. 

## Statistiques
| Année             | Équipe            | G    | CG  | SHO | W    | L   | PCT  | IP     | H    | HR  | BB  | HBP | SO   | WP | R   | ER  | ERA   |
| ----------------- | ----------------- | ---- | --- | --- | ---- | --- | ---- | ------ | ---- | --- | --- | --- | ---- | -- | --- | --- | ----- |
| 1956              | Nishitetsu Lions  | 61   | 6   | 3   | 21   | 6   | .778 | 262.1  | 153  | 2   | 73  | 8   | 182  | 2  | 47  | 31  | 1.06  |
| 1957              | Nishitetsu Lions  | 68   | 20  | 5   | 35   | 6   | .854 | 373.2  | 243  | 14  | 76  | 7   | 288  | 1  | 72  | 57  | 1.37  |
| 1958              | Nishitetsu Lions  | 72   | 19  | 6   | 33   | 10  | .767 | 373.0  | 269  | 8   | 76  | 4   | 334  | 2  | 74  | 59  | 1.42  |
| 1959              | Nishitetsu Lions  | 75   | 23  | 5   | 30   | 15  | .667 | 402.1  | 300  | 14  | 82  | 9   | 321  | 1  | 86  | 74  | 1.65  |
| 1960              | Nishitetsu Lions  | 39   | 19  | 3   | 20   | 7   | .741 | 243.0  | 211  | 15  | 51  | 4   | 179  | 0  | 80  | 70  | 2.59  |
| 1961              | Nishitetsu Lions  | 78   | 25  | 7   | 42   | 14  | .750 | 404.0  | 308  | 22  | 72  | 6   | 353  | 3  | 93  | 76  | 1.69  |
| 1962              | Nishitetsu Lions  | 57   | 23  | 6   | 25   | 18  | .581 | 320.2  | 281  | 27  | 56  | 4   | 228  | 1  | 98  | 82  | 2.30  |
| 1963              | Nishitetsu Lions  | 74   | 24  | 2   | 28   | 16  | .636 | 386.1  | 358  | 26  | 70  | 10  | 226  | 1  | 121 | 109 | 2.54  |
| 1964              | Nishitetsu Lions  | 6    | 0   | 0   | 0    | 2   | .000 | 11.1   | 18   | 2   | 9   | 0   | 2    | 0  | 13  | 13  | 10.64 |
| 1965              | Nishitetsu Lions  | 38   | 13  | 2   | 13   | 6   | .684 | 216.0  | 191  | 16  | 50  | 4   | 101  | 0  | 71  | 57  | 2.38  |
| 1966              | Nishitetsu Lions  | 54   | 2   | 2   | 11   | 10  | .524 | 185.2  | 134  | 11  | 23  | 5   | 134  | 0  | 45  | 37  | 1.79  |
| 1967              | Nishitetsu Lions  | 46   | 3   | 1   | 8    | 9   | .471 | 129.0  | 114  | 11  | 22  | 5   | 87   | 1  | 40  | 38  | 2.65  |
| 1968              | Nishitetsu Lions  | 56   | 2   | 1   | 9    | 11  | .450 | 195.0  | 168  | 22  | 32  | 5   | 93   | 0  | 68  | 60  | 2.77  |
| 1969              | Nishitetsu Lions  | 32   | 0   | 0   | 1    | 7   | .125 | 97.0   | 92   | 9   | 27  | 2   | 46   | 0  | 36  | 30  | 2.78  |
| Total de carrière | Total de carrière | 756  | 179 | 43  | 276  | 137 | .668 | 3599.0 | 2840 | 199 | 719 | 73  | 2574 | 12 | 944 | 793 | 1.98  |
| Total de carrière | Total de carrière | (7e) |     |     | (8e) |     |      | (10e)  |      |     |     |     | (8e) |    |     |     | (3e)  |

- En gras sont les premiers de ligue.

## Récompenses

### Distinctions et titres
- Recrue de l'année : 1956
- Champion des victoires : 1957, 1958, 1961, 1963
- Champion du pourcentage de victoires : 1957, 1961
- Champion de la moyenne de points mérités : 1956, 1957, 1958, 1961, 1966
- Champion des retraits : 1958, 1961, 1963
- Meilleur joueur : 1957, 1958
- Meilleur score en neuf manches : 1957, 1958, 1961, 1962, 1963

### Records
- 1961 : 42 victoires (record national, ex æquo)
- 1957 : 20 victoires consécutives (record national)
- 1961 : 78 parties jouées (record de la ligue)
- 1956 : ERA de 1,06 (record de ligue, record national pour une recrue)
- 1961 : Lanceur sur 404 manches (record de ligue)
- Août 1956 : 11 victoires dans un mois (record national)
- 1958 : 4 matches complets en Séries (record de Séries, ex æquo)
- 1958 : 4 matches remportées en Séries (record de Séries, ex æquo)
- 11 fois champion des Séries (ex æquo avec Tsuneo Horiuchi (en))

### Hommages
Le manga Yonban Sādo de Gosho Aoyama a un des protagonistes nommé Kazuhisa Inao, mais avec des caractères japonais différents (稲尾 一久) .